# مستشعر موضع العمود المرفقي

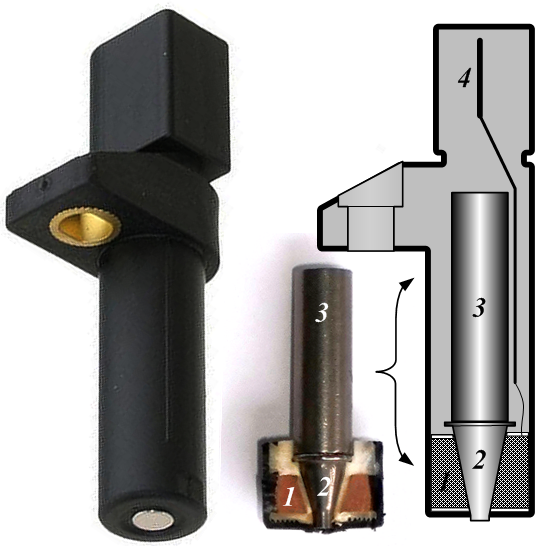
مستشعر موضع العمود المرفقي الحثي النموذجي

مستشعر موضع العمود المرفقي (CKP) هو جهاز إلكتروني يستخدم في محرك الاحتراق الداخلي، سواء كان يعمل بالبنزين أو الديزل، لمراقبة موضع العمود المرفقي أو سرعته الدورانية. تستخدم أنظمة إدارة المحرك هذه المعلومات للتحكم في حقن الوقود أو توقيت نظام الإشعال ومؤشرات المحرك الأخرى. قبل توفر مستشعرات العمود المرفقي الإلكترونية، كان لابد من ضبط الموزع يدويًا على علامة توقيت في محركات البنزين.
يمكن استخدام مستشعر العمود المرفقي مع مستشعر موضع عمود الحدبات (CMP) مماثل لمراقبة العلاقة بين المكابس والصمامات في المحرك، وهو أمر مهم بشكل خاص في المحركات ذات توقيت الصمام المتغير. تُستخدم هذه الطريقة أيضًا "لمزامنة" محرك رباعي الأشواط عند بدء التشغيل، مما يسمح للنظام بمعرفة موعد حقن الوقود. تُستخدم أيضًا بشكل شائع كمصدر أساسي لقياس سرعة المحرك بالدورات في الدقيقة.
تتضمن أماكن التركيب الشائعة بكرة العمود المرفقي الرئيسية، أو دولاب الموازنة، أو عمود الحدبات، أو العمود المرفقي نفسه. يُعد هذا المستشعر أحد أهم مستشعرين في محركات العصر الحديث، إلى جانب مستشعر موضع عمود الحدبات. ونظرًا لأن حقن الوقود (محركات الديزل) أو اشتعال الشرارة (محركات البنزين) يتم ضبطهما عادةً من إشارة موضع مستشعر العمود المرفقي، فإن فشل المستشعر سيؤدي إلى عدم بدء تشغيل المحرك أو توقفه أثناء التشغيل. يأخذ مؤشر سرعة المحرك إشارة السرعة أيضًا من هذا المستشعر.

## أنواع المستشعرات
تتضمن أنواع مستشعر العمود المرفقي ما يلي: المستشعر الحثي، ومستشعر تأثير هول، والمستشعر المغناطيسي المقاوم، والمستشعر البصري. تتميز المستشعرات الحثيثة بأبسط بنية وهي عادةً أجهزة سلبية بحتة. تتميز المستشعرات الحثيثة والمستشعرات المغناطيسية المقاومة بميزة على المستشعرات الحثيثة في أنها يمكنها اكتشاف المجالات المغناطيسية الثابتة (غير المتغيرة). ولا تتمتع المستشعرات البصرية بمقاومة كبيرة ضد التلوث ولكنها قادرة على توفير الكشف عن الحواف بدقة.
تستخدم بعض المحركات، مثل عائلة Premium V من GM، مستشعرات موضع العمود المرفقي التي تقرأ حلقة مقاومة متكاملة مع الموازن التوافقي. هذه طريقة أكثر دقة لتحديد موضع العمود المرفقي وتسمح للكمبيوتر بتحديد الموضع الدقيق للعمود المرفقي (وبالتالي جميع المكونات المتصلة) في أي وقت معين في غضون بضع درجات.

## الوظيفة
الهدف الوظيفي لمستشعر موضع العمود المرفقي هو تحديد موضع و/أو سرعة دوران العمود المرفقي. تستخدم وحدات التحكم في المحرك المعلومات التي ينقلها المستشعر للتحكم في مؤشرات مثل توقيت الإشعال وتوقيت حقن الوقود. في محرك الديزل، يتحكم المستشعر في حقن الوقود. قد يكون خرج المستشعر مرتبطًا أيضًا ببيانات مستشعر أخرى بما في ذلك موضع العمود المرفقي لاستنباط دورة الاحتراق الحالية، وهذا مهم جدًا لبدء تشغيل محرك رباعي الأشواط.
في بعض الأحيان، قد يحترق المستشعر أو يتآكل أو يتعطل ببساطة بسبب العمر الافتراضي عند قطع مسافات طويلة. أحد الأسباب المحتملة لفشل مستشعر موضع العمود المرفقي هو التعرض للحرارة الشديدة. والأسباب الأخرى هي الاهتزاز الذي يتسبب في كسر السلك أو التآكل على دبابيس موصلات الحزام. العديد من مستشعرات العمود المرفقي الحديثة عبارة عن وحدات محكمة الغلق وبالتالي لن تتلف بالماء أو السوائل الأخرى. عندما يحدث خطأ، فإنه يتوقف عن إرسال الإشارة التي تحتوي على البيانات الحيوية للإشعال والأجزاء الأخرى في النظام.
يمكن أن يؤدي فشل مستشعر موضع العمود المرفقي إلى تفاقم طريقة عمل المحرك في وضع الخمول أو سلوك التسارع. إذا تم تشغيل المحرك بمستشعر سيئ أو معيب، فقد يتسبب ذلك في حدوث خلل في الإشعال أو اهتزاز المحرك أو ارتداده. قد يكون التسارع مترددًا وقد يحدث اهتزاز غير طبيعي أثناء وضع الخمول للمحرك. في أسوأ الأحوال، قد لا تعمل السيارة.
عادةً ما تكون العلامة الأولى لفشل مستشعر العمود المرفقي هي عدم عمل المحرك عندما يكون ساخنًا ولكنه يعمل بمجرد أن يبرد المحرك.
أحد تفاصيل بعض التصميمات هو مستشعر العمود المرفقي الحثي "ثلاثي الأسلاك" حيث يكون السلك الثالث في الواقع مجرد درع محوري حول سلكي المستشعر الرئيسيين لمنعهما من التقاط النبضات الكهربائية من مكان آخر في حجرة محرك السيارة.

## أمثلة
يتم استخدام نوع آخر من مستشعرات العمود المرفقي في الدراجات لمراقبة موضع مجموعة العمود المرفقي، وعادةً ما يكون ذلك لقراءة إيقاع الدراجة بواسطة جهاز كمبيوتر للدراجات. وعادةً ما تكون هذه المستشعرات عبارة عن مفاتيح قصبية مثبتة على إطار الدراجة مع مغناطيس مطابق متصل بأحد أذرع مجموعة العمود المرفقي للدواسات.

## روابط خارجية
- مستشعرات موضع العمود المرفقي وعمود الحدبات
- مستشعر موضع العمود المرفقي
- وظائف مستشعر موضع العمود المرفقي وأعراضه والمزيد
- كيفية استبدال مستشعر موضع العمود المرفقي